# Malik James-King
Malik James-King (* 28. Juni 1999) ist ein jamaikanischer Sprinter und Hürdenläufer, der sich auf die 400-Meter-Distanz spezialisiert hat.

## Sportliche Laufbahn
Erste internationale Erfahrungen sammelte Malik James-King bei den CARIFTA Games 2018 in Nassau, bei denen er in 51,00 s die Bronzemedaille im 400-Meter-Hürdenlauf in der U20-Altersklasse gewann und mit der jamaikanischen 4-mal-400-Meter-Staffel in 3:06,62 min siegte. Anschließend belegte er bei den U20-Weltmeisterschaften in Tampere in 50,25 s den fünften Platz im Hürdenlauf. 2023 startete er mit der Mixed-Staffel bei den Weltmeisterschaften in Budapest und verpasste dort mit 3:14,05 min den Finaleinzug. Bei den World Athletics Relays 2024 auf den Bahamas verpasste er mit der 4-mal-400-Meter-Staffel eine Direktqualifikation für die Olympischen Spiele. Im Juli wurde er beim Meeting de Paris in 48,37 s Dritter über 400 m Hürden und anschließend schied er bei den Olympischen Sommerspielen in Paris mit 48,85 s im Halbfinale aus.
2024 wurde James-King jamaikanischer Meister im 400-Meter-Hürdenlauf.

## Persönliche Bestzeiten
- 400 Meter: 45,22 s, 8. Juli 2023 in Kingston
- 400 m Hürden: 47,42 s, 28. Juni 2024 in Kingston